# Coupe des Tatras
La Coupe des Tatras (en slovaque : Tatranský pohár) est la seconde plus ancienne compétition internationale de club en Europe de hockey sur glace après la coupe Spengler. Elle a lieu chaque année au mois d'août.

## Vainqueurs et finalistes
La liste ci-dessous présente l'ensemble des vainqueurs de la Coupe des Tatras depuis sa mise en place en 1929,.
| Édition   | Vainqueur                                     | Finaliste                                     |
| --------- | --------------------------------------------- | --------------------------------------------- |
| 1929      | Slavia Prague                                 | Vienne AC                                     |
| 1930/1931 | LTC Prague                                    | Slavia Prague                                 |
| 1931/1932 | LTC Prague                                    | Pötzleinsdorfer SK                            |
| 1932/1933 | SK Prostějov                                  | AC Nitra                                      |
| 1932/1933 | Skiklub Bratislava                            | Budapest BTE                                  |
| 1933/1934 | AC Nitra                                      | HC Poprad                                     |
| 1933/1934 | Slavia Prague                                 | Opava EV                                      |
| 1934/1935 | ŠK Vysoké Tatry                               | Skiklub Bratislava                            |
| 1934/1935 | EK Engelmann                                  | Slavia Prague                                 |
| 1935/1936 | Annulée                                       |                                               |
| 1935/1936 | Slavia Prague                                 | EK Engelmann                                  |
| 1936/1937 | HC Tatry                                      | ČsŠK Bratislava                               |
| 1937/1938 | HC Tatry                                      | ŠK Žilina                                     |
| 1938/1939 | HC Tatry                                      | Slávia Banská Bystrica                        |
| 1940      | Annulée                                       |                                               |
| 1941      | Slávia Preszów                                | KTH Krynica                                   |
| 1942      | HC Tatry                                      | Slávia Preszów                                |
| 1943-45   | Annulée à cause de la Seconde Guerre mondiale | Annulée à cause de la Seconde Guerre mondiale |
| 1946      | SK Prostějov                                  | ŠK Banská Bystrica                            |
| 1946      | HC Tatry                                      | ŠK Banská Bystrica                            |
| 1947-1948 | Pas de compétition                            | Pas de compétition                            |
| 1950      | LTC Prague                                    | GZ Královo Pole                               |
| 1951      | HC Sparta Prague                              | SK Královo Pole                               |
| 1952      | SK Prostějov                                  | HC Sparta Prague                              |
| 1952-57   | Pas de compétition                            | Pas de compétition                            |
| 1958      | HC Sparta Prague                              | HC Slovan Bratislava                          |
| 1959      | HC Sparta Prague                              | SK Královo Pole                               |
| 1961-68   | Pas de compétition                            | Pas de compétition                            |
| 1969      | VŽKG Ostrawa                                  | LVS Poprad                                    |
| 1970      | Slovaquie                                     | LVS Poprad                                    |
| 1971-73   | Pas de compétition                            | Pas de compétition                            |
| 1974      | HC Slovan Bratislava                          | VSŽ Košice                                    |
| 1975      | HC Slovan Bratislava                          | VSŽ Košice                                    |
| 1976      | Tchécoslovaquie                               | Torpedo Gorki                                 |
| 1977      | Tchécoslovaquie                               | VSŽ Košice                                    |
| 1978      | VSŽ Košice                                    | PS Poprad                                     |
| 1979      | VSŽ Košice                                    | PS Poprad                                     |
| 1980      | HC Sparta Prague                              | VSŽ Košice                                    |
| 1981      | Slezan STS Opava                              | VSŽ Košice                                    |
| 1982      | VSŽ Košice                                    | PS Poprad                                     |
| 1983      | Dinamo Riga                                   | Dukla Trenčín                                 |
| 1984      | Tesla Pardubice                               | SKA Leningrad                                 |
| 1985      | Dukla Trenčín                                 | HC Topoľčany                                  |
| 1986      | VSŽ Košice                                    | HC Slovan Bratislava                          |
| 1987      | VSŽ Košice                                    | Zetor Brno                                    |
| 1988      | VSŽ Košice                                    | HC Davos                                      |
| 1989      | Sokol Kiev                                    | VSŽ Košice                                    |
| 1990      | HC Slovan Bratislava                          | VSŽ Košice                                    |
| 1991      | Tchécoslovaquie U20                           | HC ŠKP PS Poprad                              |
| 1992      | HC Košice                                     | HC ŠKP PS Poprad                              |
| 1993      | HC Košice                                     | HK Poprad                                     |
| 1994      | Slovaquie U20                                 | HK Poprad                                     |
| 1995      | HC ŠKP PS Poprad                              | HK Nitra                                      |
| 1996      | Dukla Trenčín                                 | HC Slovan Bratislava                          |
| 1997      | HC Slovan Bratislava                          | ZPS Barum Zlín                                |
| 1998      | HC Slovan Bratislava                          | HC ŠKP Poprad                                 |
| 1999      | Slovaquie                                     | HC Vítkovice                                  |
| 2000      | HC ŠKP Poprad                                 | Slovaquie                                     |
| 2001      | HC ŠKP Poprad                                 | HC Slovan Bratislava                          |
| 2002      | HC Vítkovice                                  | Slovaquie U23                                 |
| 2003      | Neftekhimik Nijnekamsk                        | Ak Bars Kazan                                 |
| 2004      | Slovaquie U23                                 | HC Vítkovice                                  |
| 2005      | HK ŠKP Poprad                                 | HC Vítkovice                                  |
| 2006      | HC Vítkovice                                  | HC Slovan Bratislava                          |
| 2007      | HC Vítkovice                                  | Slovaquie U20                                 |
| 2008      | HC Košice                                     | HK Poprad                                     |
| 2009      | HC Vítkovice                                  | HK Poprad                                     |
| 2010      | HC Oceláři Třinec                             | HC Vítkovice                                  |
| 2011      | Kölner Haie                                   | HC Vítkovice                                  |
| 2012      | HK Poprad                                     | Dukla Trenčín                                 |
| 2013      | EC Graz 99ers                                 | HC Košice                                     |
| 2014      | HK Poprad                                     | Slovaquie U20                                 |
| 2015      | EC Graz 99ers                                 | HK Iounost Minsk                              |
| 2016      | Pelicans Lahti                                | HC Oceláři Třinec                             |
| 2017      | HC Košice                                     | Aigles de Nice                                |
| 2018      | HK Poprad                                     | Orli Znojmo                                   |
| 2019      | DVTK Jegesmedvék Miskolc                      | HK Dukla Michalovce                           |
| 2020      | HK Poprad                                     | HC Slovan Bratislava                          |

## Palmarès
| Rang | Club                 | Victoires                                                                               | Finales perdues |
| ---- | -------------------- | --------------------------------------------------------------------------------------- | --------------- |
| 1    | HK ŠKP Poprad        | 14 (1934, 1937, 1938, 1939, 1942, 1946, 1995, 2000, 2001, 2005, 2012, 2014, 2018, 2020) | 14              |
| 2    | HC Košice            | 10 (1978,1979, 2015, 1982, 1986, 1987, 1988, 1992, 1993, 2008, 2017)                    | 8               |
| 3    | HC Slovan Bratislava | 5 (1974, 1975, 1990, 1997, 1998)                                                        | 6               |
| 4    | Slovaquie            | 4 (1970, 1994, 1999, 2004)                                                              | 4               |
| 5    | HC Sparta Prague     | 4 (1951, 1959, 1960, 1980)                                                              | 1               |
| 6    | HC Vítkovice         | 4 (2002, 2006, 2007, 2009)                                                              | 5               |
| 7    | Slavia Prague        | 3 (1930, 1934, 1936)                                                                    | 2               |
| 8    | Tchécoslovaquie      | 3 (1976, 1977, 1991)                                                                    | 0               |

| Rang | Pays             | Victoires | Finales perdues |
| ---- | ---------------- | --------- | --------------- |
| 1    | Tchécoslovaquie  | 37        | 34              |
| 2    | Slovaquie        | 19        | 16              |
| 3    | Tchéquie         | 5         | 7               |
| 4    | Autriche         | 3         | 3               |
| 5    | Union soviétique | 2         | 2               |
| 6    | Allemagne        | 1         | 0               |
| 7    | Russie           | 1         | 1               |
| 8    | Hongrie          | 1         | 1               |
| 9    | Finlande         | 1         | 0               |
| 9    | Pologne          | 0         | 1               |
| 9    | Suisse           | 0         | 1               |
| 9    | Biélorussie      | 0         | 1               |
| 9    | France           | 0         | 1               |